# Cuges-les-Pins
Cuges-les-Pins est une commune française, située dans le département des Bouches-du-Rhône en région Provence-Alpes-Côte d'Azur. L’une des particularités du village est d’être implanté dans un vaste poljé, une dépression karstique au sein d’un massif calcaire. 
Les habitants de Cuges-les-Pins sont appelés les Cugeois depuis un référendum municipal. 

## Géographie
Le village se trouve au sud du massif de la Sainte-Baume. Il est traversé par la route départementale D8n, anciennement route nationale 8 reliant Aix-en-Provence à Toulon via Marseille.
Le village présente une implantation traditionnelle à mi-pente : il est adossé à la colline afin d'épargner au maximum les terres cultivables. L'urbanisation s'étend cependant de plus en plus dans la plaine aux dépens des terres agricoles. Depuis les années 1970-1980, surtout à l'ouest, le terroir est bâti de résidences principales d’habitants périurbains travaillant à Gémenos, Aubagne ou Marseille. Les anciennes terres agricoles au nord de la D8n sont maintenant urbanisées.
| Gémenos              | Plan-d'Aups-Sainte-Baume | Riboux       |
| Gémenos              | Cuges-les-Pins           | Signes       |
| Roquefort-la-Bédoule | Le Castellet             | Le Castellet |

### Le Poljé de Cuges-les-Pins

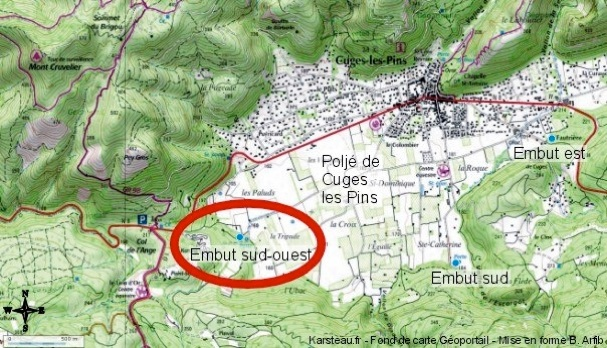
Situation du poljé de Cuges et de ses ponors.

Cuges est situé dans un poljé (prononcé polié, du mot serbo-croate polje, qui signifie « plaine »), c'est-à-dire dans une vaste dépression karstique à fond plat de type poljé. Cette dépression est un système endoréique : l'ensemble des eaux de précipitation réceptionnées dans le bassin de Cuges — et notamment depuis le massif de la Sainte-Baume — sont drainées vers des « pertes » — plus exactement des ponors ou embuts — qui permettent leur évacuation souterraine.
La plaine de Cuges présente en effet la particularité d’être entièrement cernée par des massifs montagneux. 
Le paysage actuel est issu d’une lente évolution qui débute il y a quelque 65 millions d’années, à l’ère tertiaire. À cette époque, la plaine de Cuges n’existait pas : il y avait à son emplacement un massif calcaire soumis à l’action érosive des eaux de ruissellement. Celles-ci s’infiltrent progressivement dans les failles du massif et les élargissent, conduisant à la formation de rivières souterraines. Sous l’action des eaux souterraines, les voûtes cèdent et des effondrements se produisent. Le massif s’affaisse puis une plaine alluvionnaire s'installe dans les éboulis, formant un poljé. Le poljé est donc un bassin d’effondrement résultant de l’érosion de la roche calcaire par des eaux souterraines,.
Les eaux disparaissant dans les ponors de Cuges sont supposées resurgir près de Cassis, dans les exsurgences sous-marines du Bestouan et de Port-Miou, mais aucune preuve formelle ne le démontre à ce jour.
Le poljé de Cuges-les-pins est considéré comme le plus grand de France, avec 5 km de long et 1,5 km de large.

### Contexte géomorphologique
Le bassin d’effondrement de Cuges se rattache à l'ensemble tectonique bassin de Marseille - Vallée de l'Huveaune, qu'il prolonge vers l'est, situé entre la chaîne de la Sainte-Baume au nord, qui culmine à près de 1 100 mètres, et le rebord nord du bassin du Beausset au sud, dont les séries du Crétacé supérieur forment un groupe de barres rocheuses jusqu'à une altitude de 430 à 480 mètres.
Alors que le point le plus bas de la dépression est à la cote de 159,9, le point le plus bas de la bordure du bassin est au col de l'Ange, à la cote 217,5
Les formations quaternaires de la plaine de Cuges peuvent être classées en trois catégories :
- des cailloutis d'origine torrentielle, sur la bordure nord et la moitié est de cette plaine.

Ces cailloutis sont des formations torrentielles à éléments assez roulés et constituent les cônes de déjection des torrents qui aboutissent à la dépression de Cuges, dont les principaux sont ceux qui drainent le versant sud du massif de la Sainte-Baume. Les cailloutis se sont déposés à toutes les époques du Quaternaire et même durant les périodes historiques. Les plus récents jalonnent les derniers tracés empruntés par les torrents dans la plaine avant qu'ils ne fussent maîtrisés par l'homme.
- des limons lacustres déposés par un ancien lac sur les bords duquel se sont établis des groupes préhistoriques (Tardenoisien ?), au centre et dans les parties sud-ouest et ouest ;

Les dépôts lacustres sont des limons brun-rouges, plus ou moins argileux ou sableux suivant que l'on s'approche du centre du lac ou des rivages. La couleur devient de plus en plus foncée vers le centre. La composition d'un échantillon pris dans une zone moyenne est d’environ 33 % de carbonates (sables), 57 % d’argiles et 10 % de matières organiques.
- des formations lœssiques, sur la bordure sud.

Ces formations éoliennes (sédiments déposés par le vent) se voient sur la bordure sud du bassin de Cuges et forment une butte adossée contre le substratum secondaire, de part et d'autre du vallon du Dindolet. Ce sont des lœss sableux, cet apport lœssique s'est effectué au début du Paléolithique supérieur et correspond sans doute à la phase de climat sec de la fin de l'Aurignacien

### Aménagements anthropiques et inondations[réf.souhaitée]
Lors de fortes précipitations, les torrents de la Roque, du vallon de la Serre et de la Madeleine se déversent dans la plaine, inondant les retenues du jardin de la Ribassée, de la Grand Vigne, de la Roque et le point bas de la Curasse. Tous ces ouvrages construits (sans machines) par les anciennes générations sont destinés à protéger les terres agricoles de la plaine. Cependant lorsque les précipitations sont trop importantes (épisode méditerranéen) les eaux surversent les retenues et inondent le point bas de la plaine qui redevient alors un lac, en attendant que l'embut de la Boucanière le vidange. Cet événement est plus ou moins important, le dernier datant de 2014. Le plus important des cinquante dernières années survint en 1978 concomitamment à la dernière crue importante de l'Huveaune. Les deux événements ayant pour sources (au sens premier du terme) le Massif de la Sainte Baume, son versant Sud pour la Plaine de Cuges, son versant Nord pour la vallée de l'Huveaune.

### Climat
Pour des articles plus généraux, voir Climat de Provence-Alpes-Côte d'Azur et Climat des Bouches-du-Rhône.
En 2010, le climat de la commune est de type climat méditerranéen franc, selon une étude du CNRS s'appuyant sur une série de données couvrant la période 1971-2000. En 2020, Météo-France publie une typologie des climats de la France métropolitaine dans laquelle la commune est exposée à un climat méditerranéen et est dans la région climatique  Provence, Languedoc-Roussillon, caractérisée par une pluviométrie faible en été, un très bon ensoleillement (2 600 h/an), un été chaud (21,5 °C), un air très sec en été, sec en toutes saisons, des vents forts (fréquence de 40 à 50 % de vents > 5 m/s) et peu de brouillards. 
Pour la période 1971-2000, la température annuelle moyenne est de 14,2 °C, avec une amplitude thermique annuelle de 15,9 °C. Le cumul annuel moyen de précipitations est de 714 mm, avec 5,3 jours de précipitations en janvier et 1,6 jours en juillet. Pour la période 1991-2020, la température moyenne annuelle observée sur la station météorologique de Météo-France la plus proche, « Plan D'aups - Ste Baume_sapc », sur la commune de Plan-d'Aups-Sainte-Baume à 6 km à vol d'oiseau, est de 14,0 °C et le cumul annuel moyen de précipitations est de 1 001,8 mm. 
La température maximale relevée sur cette station est de 41,6 °C, atteinte le 28 juin 2019 ; la température minimale est de −8,9 °C, atteinte le 4 février 2012,,. 
| Mois                                  | jan.          | fév.          | mars          | avril         | mai           | juin          | jui.          | août          | sep.          | oct.          | nov.          | déc.          | année     |
| ------------------------------------- | ------------- | ------------- | ------------- | ------------- | ------------- | ------------- | ------------- | ------------- | ------------- | ------------- | ------------- | ------------- | --------- |
| Température minimale moyenne (°C)     | 2,9           | 2,7           | 5             | 7,9           | 10,8          | 14,9          | 17,5          | 17,8          | 14,1          | 10,6          | 6,7           | 3,8           | 9,6       |
| Température moyenne (°C)              | 6             | 6,5           | 9,3           | 12,5          | 15,9          | 20,4          | 23,3          | 23,5          | 19,2          | 14,8          | 10            | 6,8           | 14        |
| Température maximale moyenne (°C)     | 9,1           | 10,3          | 13,6          | 17,1          | 20,9          | 25,9          | 29,1          | 29,3          | 24,3          | 19            | 13,2          | 9,7           | 18,5      |
| Record de froid (°C) date du record   | −6,8 10.01.10 | −8,9 04.02.12 | −4,4 11.03.10 | −3 03.04.22   | 1,7 05.05.19  | 6,5 01.06.11  | 10,2 15.07.16 | 10,1 30.08.23 | 2,9 27.09.20  | −2,2 28.10.12 | −5 29.11.13   | −8,2 20.12.09 | −8,9 2012 |
| Record de chaleur (°C) date du record | 20,7 28.01.08 | 21,1 24.02.20 | 23,4 31.03.12 | 27,2 09.04.11 | 31,5 27.05.22 | 41,6 28.06.19 | 38,1 21.07.22 | 39 05.08.17   | 33,2 04.09.23 | 30,5 08.10.23 | 22,4 14.11.23 | 18,6 31.12.21 | 41,6 2019 |
| Précipitations (mm)                   | 93,3          | 82,3          | 82,7          | 93,2          | 79,4          | 52            | 21,7          | 28,4          | 56            | 122,2         | 168           | 122,6         | 1 001,8   |

| Diagramme climatique                                  |             |           |             |              |            |              |              |            |             |            |             |
| J                                                     | F           | M         | A           | M            | J          | J            | A            | S          | O           | N          | D           |
| 9,12,993,3                                            | 10,32,782,3 | 13,6582,7 | 17,17,993,2 | 20,910,879,4 | 25,914,952 | 29,117,521,7 | 29,317,828,4 | 24,314,156 | 1910,6122,2 | 13,26,7168 | 9,73,8122,6 |
| Moyennes : • Temp. maxi et mini °C • Précipitation mm |             |           |             |              |            |              |              |            |             |            |             |

Les paramètres climatiques de la commune ont été estimés pour le milieu du siècle (2041-2070) selon différents scénarios d'émission de gaz à effet de serre à partir des nouvelles projections climatiques de référence DRIAS-2020. Ils sont consultables sur un site dédié publié par Météo-France en novembre 2022.

## Urbanisme

### Typologie
Au 1er janvier 2024, Cuges-les-Pins est catégorisée bourg rural, selon la nouvelle grille communale de densité à 7 niveaux définie par l'Insee en 2022.
Elle appartient à l'unité urbaine de Cuges-les-Pins, une unité urbaine monocommunale constituant une ville isolée,. Par ailleurs la commune fait partie de l'aire d'attraction de Marseille - Aix-en-Provence, dont elle est une commune de la couronne,. Cette aire, qui regroupe 115 communes, est catégorisée dans les aires de 700 000 habitants ou plus (hors Paris),.

### Occupation des sols

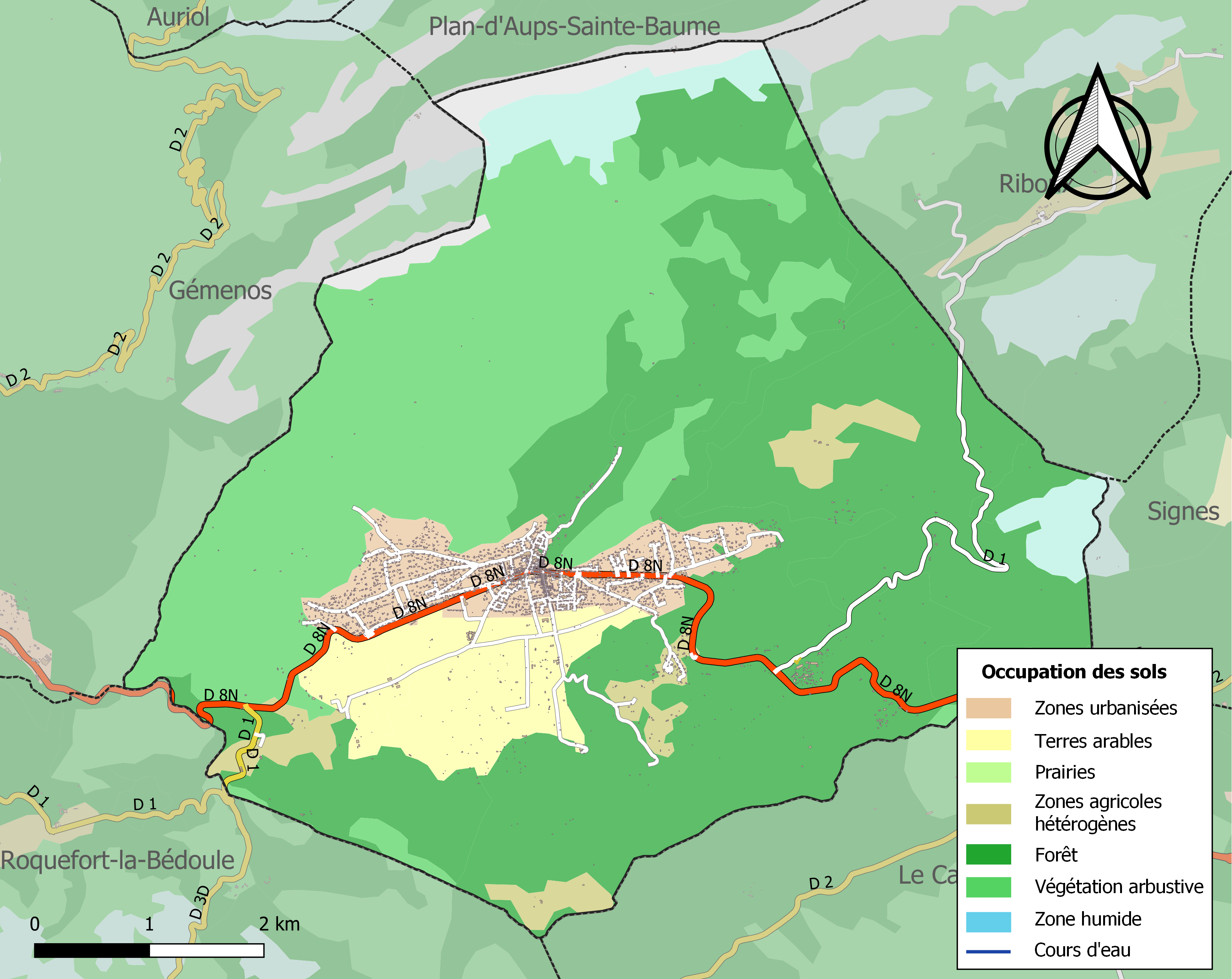
Carte des infrastructures et de l'occupation des sols de la commune en 2018 (CLC).

L'occupation des sols de la commune, telle qu'elle ressort de la base de données européenne d’occupation biophysique des sols Corine Land Cover (CLC), est marquée par l'importance des forêts et milieux semi-naturels (83,9 % en 2018), en diminution par rapport à 1990 (86,1 %). La répartition détaillée en 2018 est la suivante : 
forêts (48,8 %), milieux à végétation arbustive et/ou herbacée (29,3 %), zones urbanisées (6,1 %), espaces ouverts, sans ou avec peu de végétation (5,8 %), cultures permanentes (5,5 %), zones agricoles hétérogènes (3,4 %), terres arables (1,1 %). L'évolution de l’occupation des sols de la commune et de ses infrastructures peut être observée sur les différentes représentations cartographiques du territoire : la carte de Cassini (XVIIIe siècle), la carte d'état-major (1820-1866) et les cartes ou photos aériennes de l'IGN pour la période actuelle (1950 à aujourd'hui).

## Histoire

### Préhistoire
Les plus anciens indices de présence humaine de la commune datent du Paléolithique final. Il s’agit d’un niveau d’occupation rapporté à l’Épigravettien récent (environ 14 000 ans cal AP) et d’une sépulture datant de l’Épigravettien terminal (environ 11 300 cal AP) découverts lors de fouilles archéologiques préalables à la construction de la Zac des Vigneaux à l’entrée ouest du village. La sépulture comportait le squelette d’un seul individu adulte, accompagné d’un riche mobilier incluant des éléments de parure en coquillage marin, des silex taillés et des traces de matières colorantes rouges. D’autres sépultures épigravettiennes sont connues mais elles se trouvent en Italie et en grotte.
La ZAC des Vigneaux a aussi livré les vestiges d'un campement pastoral, datés du Néolithique moyen ou Préchasséen (estimé entre -4450 et -4330).
D’autres habitats néolithiques ont été découverts dans les abris rocheux autour de la plaine. Des pierres polies correspondant à des lames de haches préhistoriques ont été recueillies à l'emplacement supposé des grèves du lac préhistorique.
À certaines époques, la plaine était en effet recouverte d'eau formant un lac. Celui-ci s'est petit à petit asséché pour ne constituer qu'un marécage. Les travaux d'assèchement et de drainage des principaux ruisseaux intermittents (Dauceran, Pourparel, Vignole, Vallon de Julie) permettent la mise en culture de terres très fertiles au fond du poljé.

### Époque moderne
Au XVIe siècle, le cœur du village se reconstruit autour du château des Glandevès, situation qui est restée la même jusqu'à nos jours même si le village s'est développé plus loin dans la plaine. L'activité économique de Cuges-les-Pins évolue avec le temps. La culture du safran aux XIVe et XVe siècles, puis au XIXe la culture des câpres, donnent une renommée mondiale à ce petit village.
Au XVIIIe siècle, le célèbre brigand Gaspard de Besse rançonnait les riches voyageurs dans le col de l'Ange (218 mètres), sur la route de Cuges. La légende veut qu'il ait enterré son trésor sur le lieu où il est possible de voir les trois châteaux (Cuges, Gémenos, Julhans) simultanément.

### Époque contemporaine
Le 1er août 1794 le maire Monfray célèbre le mariage de Julie Clary à Joseph Bonaparte, frère aîné de Napoléon, qui deviendront roi et reine consort de Naples, puis d'Espagne de 1808 à 1813.
Du milieu du XXe siècle l'exploitation des collines (scieries, fagots pour les fours à pains marseillais, charbon de bois notamment) et jusqu'à nos jours la viticulture, les cultures céréalières et fourragères ainsi que l'artisanat du cuir, montrent à quel point les activités économiques de la commune sont essentiellement liées à son coin de terre.
Durant le XXe siècle la vigne succède à la culture des câpres et aux travaux forestiers.
La crise viticole des années 1970-1980 scelle la fin de la cave coopérative vinicole de Cuges qui ferme en 1995, après avoir été l'une des plus importantes des Bouches-du-Rhône à son apogée (fin de la décennie 1960).
De nos jours, l'agriculture cugeoise ne trouve pas un nouveau souffle économique malgré la diversification des activités et cultures qui se sont implantées ces dernières années et le renouveau de la viticulture avec les vins rosés en AOP Côtes-de-provence. La réussite du projet de ZAP imposée par les services de l'État, via la préfecture des Bouches-du-Rhône, pour réduire la progression urbaine, sera déterminante pour l'avenir de l'agriculture et l'environnement cugeois.
Le manque d'eau d'irrigation est un frein à l'attractivité des terres fertiles du poljé, à la diversification des cultures et surtout de leur rentabilité économique, malgré la proximité des bassins de consommations constitués par l'aire urbaine marseillaise et la vallée de l'Huveaune.
Aujourd'hui, le parc d'attractions OK Corral est une source d'emploi importante pour la commune.
Une activité de vol libre se développe sur la commune avec deux clubs associatifs plus une école professionnelle. Une forte activité équestre se concentre sur le territoire de la commune ; on y recense de nombreux établissements, depuis le simple gardiennage des équidés jusqu'à l'élevage et les diverses activités hippiques.
Cuges constitue la porte d'entrée du versant sud de la Sainte-Baume. L'agrotourisme et le tourisme vert pourraient devenir un axe de développement et participer à la protection de son environnement spécifique.

## Politique et administration

### Liste des maires
| Période                                  | Période   | Identité                | Étiquette    | Qualité                    |
| ---------------------------------------- | --------- | ----------------------- | ------------ | -------------------------- |
| novembre 1919                            | août 1944 | Clément Zéphirin Rougon | Rad.         | entrepreneur               |
| mars 1959                                | mars 1983 | Pierre Cornille         |              | avocat                     |
| mars 1983                                | juin 1995 | Jean-Claude Molina      | PCF          | instituteur                |
| juin 1995                                | mars 2014 | Gilles Aicardi          | PCF puis MUP |                            |
| mars 2014                                | En cours  | Bernard Destrost        | DVD          | Retraité Fonction publique |
| Les données manquantes sont à compléter. |           |                         |              |                            |

### Intercommunalités
Cuges était membre de la communauté d'agglomération Garlaban-Huveaune-Sainte-Baume (GHB) fondée en 1992, puis de la communauté d'agglomération du pays d'Aubagne et de l'Étoile. Elle était en discontinuité territoriale avec le reste de cet EPCI, ce qui est en contradiction avec la règle du territoire « d'un seul tenant et sans enclave » des EPCI à fiscalité propre.
Désormais, la commune de Cuges-les-Pins est intégrée à une nouvelle collectivité territoriale, la métropole d'Aix-Marseille-Provence.

### Politique environnementale
La commune fait partie du parc naturel régional de la Sainte-Baume, créé par décret du 20 décembre 2017.

### Tendances politiques et résultats
| Scrutin             | Scrutin             | 1er tour | 1er tour | 1er tour | 1er tour | 1er tour  | 1er tour | 1er tour | 1er tour | 1er tour | 1er tour | 1er tour | 1er tour | 2d tour | 2d tour | 2d tour | 2d tour | 2d tour | 2d tour |
| Scrutin             | Scrutin             | 1er      | 1er      | %        | 2e       | 2e        | %        | 3e       | 3e       | %        | 4e       | 4e       | %        | 1er     | 1er     | %       | 2e      | 2e      | %       |
| ------------------- | ------------------- | -------- | -------- | -------- | -------- | --------- | -------- | -------- | -------- | -------- | -------- | -------- | -------- | ------- | ------- | ------- | ------- | ------- | ------- |
| Présidentielle 2017 | Présidentielle 2017 |          | FN       | 36,97    |          | LFI       | 20,61    |          | LR       | 15,83    |          | EM       | 15,70    |         | FN      | 57,77   |         | EM      | 42,23   |
| Présidentielle 2022 | Présidentielle 2022 |          | RN       | 37,03    |          | LREM      | 17,65    |          | LFI      | 15,58    |          | REC      | 12,61    |         | RN      | 63,62   |         | LREM    | 36,38   |
| Législatives 2022   | 9e                  |          | RN       | 30,66    |          | LFI-Nupes | 20,42    |          | LR       | 19,10    |          | Ren-Ens  | 13,61    |         | RN      | 62,37   |         | LFI     | 37,63   |
| Législatives 2024   | 9e                  |          | RN       | 56,04    |          | PS-NFP    | 19,92    |          | Ren-Ens  | 13,11    |          | LR       | 6,62     |         | RN      | 68,20   |         | PS      | 31,80   |

## Population et société

### Démographie
L'évolution du nombre d'habitants est connue à travers les recensements de la population effectués dans la commune depuis 1793. Pour les communes de moins de 10 000 habitants, une enquête de recensement portant sur toute la population est réalisée tous les cinq ans, les populations de référence des années intermédiaires étant quant à elles estimées par interpolation ou extrapolation. Pour la commune, le premier recensement exhaustif entrant dans le cadre du nouveau dispositif a été réalisé en 2007.

En 2022, la commune comptait 5 949 habitants, en évolution de +17,97 % par rapport à 2016 (Bouches-du-Rhône : +2,48 %, France hors Mayotte : +2,11 %).
| 1793  | 1800  | 1806  | 1821  | 1831  | 1836  | 1841  | 1846  | 1851  |
| ----- | ----- | ----- | ----- | ----- | ----- | ----- | ----- | ----- |
| 1 540 | 1 486 | 1 504 | 1 735 | 1 855 | 1 804 | 1 709 | 1 666 | 1 692 |

| 1856  | 1861  | 1866  | 1872  | 1876  | 1881  | 1886  | 1891  | 1896  |
| ----- | ----- | ----- | ----- | ----- | ----- | ----- | ----- | ----- |
| 1 603 | 1 538 | 1 501 | 1 450 | 1 434 | 1 302 | 1 260 | 1 207 | 1 119 |

| 1901 | 1906 | 1911 | 1921 | 1926 | 1931 | 1936 | 1946 | 1954 |
| ---- | ---- | ---- | ---- | ---- | ---- | ---- | ---- | ---- |
| 997  | 935  | 894  | 741  | 808  | 749  | 721  | 754  | 847  |

| 1962  | 1968  | 1975  | 1982  | 1990  | 1999  | 2006  | 2007  | 2012  |
| ----- | ----- | ----- | ----- | ----- | ----- | ----- | ----- | ----- |
| 1 109 | 1 433 | 1 282 | 1 875 | 2 655 | 3 754 | 4 589 | 4 708 | 4 922 |

| 2017  | 2022  | - | - | - | - | - | - | - |
| ----- | ----- | - | - | - | - | - | - | - |
| 5 080 | 5 949 | - | - | - | - | - | - | - |

### Manifestations culturelles et festivités
Aujourd'hui, la Saint-Éloi reste l'une des deux fêtes traditionnelles, avec la Saint-Antoine de Padoue.
La Saint-Eloi fédère tous les habitants du village autour du cheval. Elle se déroule le 1er dimanche d'août.
La Saint-Antoine est célébrée le 13 juin.

### Personnalités liées à la commune
- Joseph Fabre (1824-1892), supérieur général des oblats de Marie-Immaculée.
- Jean-Étienne-Marie Portalis, homme d'État, jurisconsulte et philosophe du droit français, considéré comme l'un des pères du Code Civil, car il en fut l'un des principaux rédacteurs est passé à Cuges.

### Héraldique
| Armes de Cuges-les-Pins | Les armes peuvent se blasonner ainsi : Fascé d'or et de gueules de six pièces, au chef d'azur, chargé du mot CUGES d'or. |

## Sapeurs-pompiers
Un centre de secours est basé sur le village. Il compte plus de 40 pompiers.

## Patrimoine
- La chapelle Saint-Antoine qui surplombe le village est entièrement rénovée, magnifique panorama depuis le parvis sur la plaine de Cuges.
- L'église Saint-Antoine-de-Padoue de Cuges-les-Pins et la relique de saint Antoine de Padoue.
- les oratoires dispersés sur les chemins communaux.
- Quelques bornes kilométriques frappées de l'abeille impériale.
- Une aire de foulage des céréales superbement restaurée.
- Le château des Glandèves, anciens seigneurs de Cuges. Fondu dans un ilot d’habitations, ses contours peuvent encore être distingués (notamment une tour). Des logements, la Poste et un bar autant hétéroclite qu'anachronique occupent désormais les lieux.
- Un ensemble fontaines, lavoir, beffroi sur la place du centre historique du village.
- Les bassins de rétention réalisés de levées de terres et de déversoirs en pierre de taille qui constituent aujourd'hui le jardin de la ville, la Ribassée, au débouché du torrent du Dauceran.
- Les digues de canalisations des torrents du Pourparel à la sortie du Vallon de la Serre et du Vignole après la cluse dite des Portes de Cuges vers les pertes (ponors) de la Grand vigne et de la Roque.
- Le fronton de l'ancienne coopérative vinicole.
- Les cultures confidentielles et le conditionnement traditionnel de la câpre et du safran.
- Un immense territoire pour la randonnée depuis le sommet de la Sainte-Baume au nord, le GR 98 à l'ouest, au plateau du Camp au sud, avec un panorama à 360° unique en Provence de la Camargue aux Alpilles, puis du mont Ventoux à la montagne Sainte-Victoire, puis des Alpes à l'arrière-pays varois, la côte depuis le cap Sicié, la baie de Bandol, la baie de la Ciotat, la rade de Marseille jusqu'à la chaîne de l'Estaque et la côte Bleue.

## Postérité
Victor Hugo évoque le village de Cuges-les Pins dans ses souvenirs de voyage :
« Cuges est un assez joli bourg posé dans une sorte de grande terrine verte formée de hautes collines et sans la moindre cassure. On ne peut arriver à Cuges qu’en descendant, on n’en peut sortir qu’en montant. L’eau qui descend mais qui ne monte pas, s’amasse l’hiver au fond de la terrine et y fait une façon de lac. »